# オウシマダニ
オウシマダニは、マダニ科コイタマダニ属に属するダニの一種である。
1宿主性でその名の通りウシに寄生するが、ヒツジ、水牛、ライオン、イリオモテヤマネコなどにも寄生する。バベシアを媒介することで知られるが、他に重症熱性血小板減少症候群ウイルスを媒介するという報告がある。

## 分布
かつては九州から沖縄にかけて日本にも分布していたが、現在はウシの薬浴などによる駆除が進み、これらの地域からは撲滅された。世界的には亜熱帯や熱帯地域を中心に、アジア、オーストラリアの一部、マダガスカル、アフリカ南東部、西インド諸島、中南米など広域で確認されている。また、以前はアメリカにも分布していたが、現在はテキサス州やカリフォルニア州におけるメキシコとの国境地帯に時々発見されるのを除いて撲滅されている。

## 経済的損失
撲滅以前のアメリカでは Rhipicephalus annulatus とともに牛のバベシア（Babesia bigemina および B. bovis）やアナプラズマ (Anaplasma marginale) を媒介することで、現在の貨幣価値に換算して年間30億ドルの損失があったと算定されている。